# Julija Abramovna Dobrovol'skaja
Iudif Abramovna Dobrovol'skaja, nota anche con lo pseudonimo di Julija Abramovna Dobrovolskaia (in russo Юлия Абрамовна Добровольская?; Nižnij Novgorod, 25 agosto 1917 – Tonezza del Cimone, 25 luglio 2016), è stata una slavista, traduttrice e lessicografa russa naturalizzata italiana.
Fu autrice di libri fondamentali per gli studenti dell'italiano in Russia e del russo in Italia.

## Biografia
Studiò nel dipartimento di lingue germaniche nell'Università di Leningrado con Vladimir Propp. Lavorò come interprete russo-spagnolo durante la guerra civile nella Spagna negli anni 1938-1939. Nel 1944, nel corso di epurazioni politiche, fu arrestata e condannata a 3 anni di colonia penale, con l'accusa di alto tradimento, in quanto si trovava all'estero. Fu poi liberata con l'amnistia nel 1945. Da allora si dedicò allo studio e all'insegnamento.
In Unione Sovietica fu docente di lingua italiana (dal 1946) e lavorò come interprete simultaneo e traduttrice italiano-russa, stringendo amicizie con varie figure culturali come Gianni Rodari, Alberto Moravia, Lilja Brik, Renato Guttuso, Lev Razgon.
Nel 1982 ottenne la cittadinanza italiana e andò ad abitare a Milano, dove visse fino alla morte. Dal 1983 fino al 2003 fu docente di Lingua e letteratura russa presso le università di Trieste, Trento, Milano,  Venezia. Nel 2006 le fu attribuita la cittadinanza onoraria della città di Arezzo  come "protagonista della cultura russa in Italia, la porta attraverso la quale, complici le traduzioni, sono passati autori che sarebbero rimasti proibiti e sconosciuti".
A lei nel 1997 Marcello Venturi ha dedicato un libro, Via Gorkij 8 interno 106 (il suo ex indirizzo a Mosca).
Il 25 settembre 2014 ottenne per decreto del presidente della Repubblica Italiana un assegno straordinario di vitalizio quantificato in 24 000 euro annui secondo la Legge Bacchelli.
Morì nel 2016, quasi centenaria. Riposa in un colombaro del Cimitero Maggiore di Milano.

## Pubblicazioni

### Didattica del russo
- Практический курс итальянского языка ("Corso pratico di lingua italiana"), 1964, ristampato diverse volte fino al 2007
- Il russo per italiani, Cafoscarina, 1988-1991-2001; Hoepli, 2011, ISBN 9788820347994
- Il russo: l'ABC della traduzione, Cafoscarina, 1993-1997-2002; Hoepli 2016, ISBN 9788820375010
- con Claudia Cevese, Emilia Magnanini, Grammatica russa, Hoepli
  - Manuale di teoria, 2018, ISBN 9788820385439
  - Esercizi 1, 2019, ISBN 9788820391829
  - Esercizi 2, 2020, ISBN 9788820392826
- con Claudia Zonghetti, Le difficoltà del russo, Zanichelli, 2004, ISBN 9788808076410
- con Claudia Cevese, Sintassi russa, Hoepli, 2004, ISBN 9788820333898
- Grande dizionario russo, Hoepli, 1997-2011, ISBN 9788820345808

### Narrativa
- Post Scriptum. Memorie. O quasi, Cafoscarina, 2006

## Premi e riconoscimenti
Nel 1976 e nel 1987 è stata insignita del Premio della Cultura della Presidenza del Consiglio dei ministri d'Italia.